# Alexandrina de Meclemburgo-Schwerin
Alexandrina Augusta de Meclemburgo-Schwerin (Schwerin, 24 de dezembro de 1879 – Copenhague, 28 de dezembro de 1952) foi a esposa do rei Cristiano X e rainha consorte da Dinamarca de 1912 a 1947 e também da Islândia entre 1918 e 1944. Era filha de Frederico Francisco III, Grão-Duque de Meclemburgo-Schwerin, e sua esposa a grã-duquesa Anastásia Mikhailovna da Rússia.

## Origens
Alexandrina era a filha mais velha de Frederico Francisco III, Grão-Duque de Meclemburgo-Schwerin, e da sua esposa, a grã-duquesa Anastásia Mikhailovna da Rússia. Tinha uma relação de parentesco muito próxima com a família Romanov, não só pelo lado da mãe, que era filha do grão-duque Miguel Nikolaevich da Rússia e neta do czar Nicolau I, mas também pelo lado do pai, que era irmão mais novo da grã-duquesa Maria Pavlovna, esposa do grão-duque Vladimir Alexandrovich e nora do czar Alexandre II, o Libertador.
Alexandrina tinha um irmão, Frederico Francisco IV, o último grão-duque de Meclemburgo-Schwerin, que era casado com a princesa Alexandra de Hanôver, uma sobrinha da czarina Maria Feodorovna da Rússia e da rainha Alexandra do Reino Unido, e uma irmã, a princesa Cecília de Meclemburgo-Schwerin, que se tornou princesa-herdeira da Alemanha graças ao seu casamento com o filho mais velho do kaiser Guilherme II, o príncipe-herdeiro Guilherme da Alemanha.

## Casamento e descendência
A princesa Alexandrina casou-se com o príncipe Cristiano da Dinamarca a 26 de Abril de 1898, em Cannes, França, quando tinha dezessete anos de idade. O casal teve dois filhos:
- Príncipe Frederico (11 de Março de 1899 – 14 de Janeiro de 1972), depois rei Frederico IX da Dinamarca; casou-se com a princesa Ingrid da Suécia; com descendência.
- Príncipe Canuto (27 de Julho de 1900 – 14 de Junho de 1976), depois Canuto, Príncipe-Herdeiro da Dinamarca; casou-se com a princesa Carolina Matilde da Dinamarca; com descendência.

## Reinado

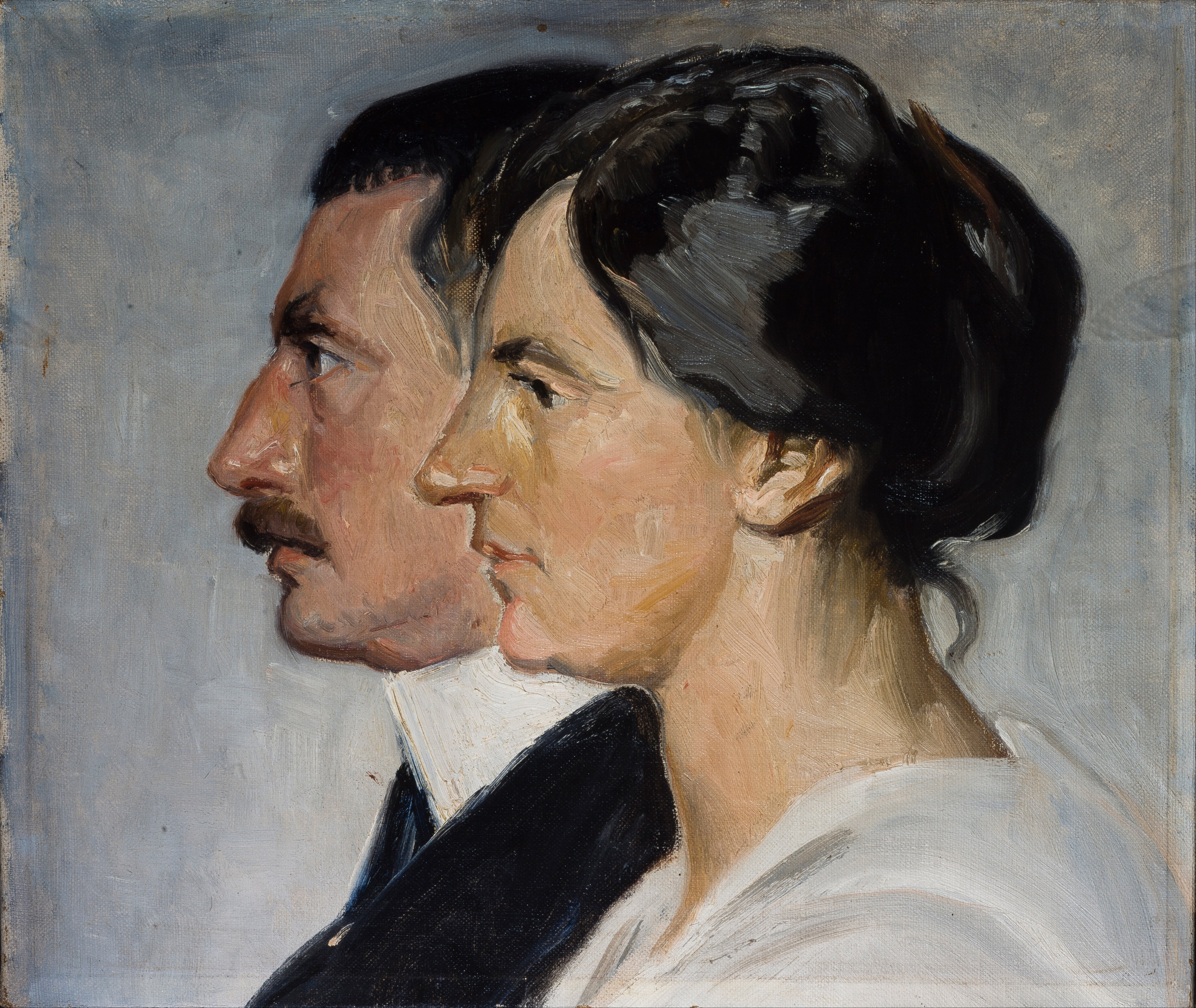
Alexandrina e o marido, Cristiano X por Michael Ancher

Em 1902, Alexandrina e o marido receberam o Palácio de Marselisborg, cujo jardim se tornou um dos maiores interesses. Alexandrina tornou-se princesa-herdeira em 1906 e rainha da Dinamarca em 1912. Os historiadores não consideram que ela tenha tido grande influência política, mas sempre foi leal ao marido. 
Interessava-se muito por música e tornou-se patrona das sociedades musicais Musikforeningen i København e Den danske Richard Wagnerforening. Era conhecida pelos seus trabalhos bordados, que doava a várias instituições de caridade. Quando a sua sogra, a princesa Luísa da Suécia, morreu em 1926, Alexandrina sucedeu-a como protectora de várias organizações caritativas que tinham sido criadas por Luísa. Gostava de jogar golfe e de fotografia. Durante a Primeira Guerra Mundial, criou o Dronningens Centralkomité af 1914 ("Comité Central da Rainha de 1914") para ajudar família pobres.
Sobreviveu à epidemia de gripe espanhola de 1918.
Alexandrina e o marido tornaram-se muito populares e símbolos nacionais durante a ocupação da Dinamarca pela Alemanha na Segunda Guerra Mundial, algo que se tornou visível durante uma visita que eles fizeram pelo país em 1946. Antes da ocupação, Alexandrina e a sua nora, Ingrid, dedicavam-se à mobilização das mulheres dinamarquesas. O facto de se ter recusado a receber o General Kaupisch a 9 de Abril de 1940 tornou-se um símbolo da sua lealdade à Dinamarca acima da sua nacionalidade alemã. Quando o general das forças de ocupação pediu pela primeira vez uma audiência com o monarca, a nora de Cristiano convenceu-o a recebê-lo da mesma forma como receberia qualquer outra pessoa, algo que Alexandrina apoiou. Cristiano pediu para o receber sozinho, mas Alexandrina disse-lhe que os iria interromper. Quando o general estava prestes a sair, Alexandrina entrou na sala e, quando ele a cumprimentou, a rainha disse-lheː "General, não era nestas circunstâncias que esperava encontrar um conterrâneo." Diz-se que, apesar de Alexandrina ser considerada tímida e não gostar de cerimónias oficiais, era muito inteligente e, juntamente com a sua nora, a princesa Ingrid da Suécia, apoiava verdadeiramente o rei e foi uma figura encorajadora da resistência à ocupação na casa real. Também foi referido que, ao contrário do próprio monarca e do príncipe-real, a rainha e a princesa-real nunca perderem a calma quando o seu país estava a ser atacado. Uma vez que ela não era a chefe da casa real, Alexandrina podia aparecer em público mais vezes do que o marido, que não queria mostrar apoio à ocupação ao aparecer em público, e participava em várias organizações de caridade para diminuir as dificuldades causadas pela ocupação alemã. Kaj Munk terá descrito o apreço que a população tinha pela rainha durante a Segunda Guerra Mundial da seguinte formaː "Protejam a nossa rainha, a única alemã com quem queremos ficarǃ"

## Títulos e Honras

Monograma de Alexandrina.

- 24 de dezembro 1879 - 26 de abril de 1898: Sua Alteza, a Duquesa Alexandrina de Mecklenburgo-Schwerin
- 26 de abril de 1898 - 29 de janeiro de 1906: Sua Alteza Real, a Princesa Alexandrina da Dinamarca
- 29 de janeiro de 1906 - 14 de maio de 1912: Sua Alteza Real, a Princesa Herdeira da Dinamarca
- 14 de maio de 1912 - 1 de dezembro 1918: Sua Majestade, a Rainha da Dinamarca
- 1 de dezembro de 1918 - 17 de junho de 1944: Sua Majestade, a Rainha da Dinamarca e Islândia
- 17 de junho de 1944 - 20 de abril de 1947: Sua Majestade, a Rainha da Dinamarca
- 20 de abril de 1947 - 28 de dezembro 1952: Sua Majestade, a Rainha Alexandrina da Dinamarca

### Honras

#### Honras Nacionais
- Família Real e Imperial Alemã: Dama da Ordem de Luísa
- Grão-Ducado de Meclemburgo-Schwerin: Cavaleiro da Grande Cruz da Casa Real de Schwerin Ordem da Coroa
- Dinamarca: Cavaleiro da Ordem do Elefante
- Dinamarca: Cavaleiro da Ordem do Dannebrog
- Dinamarca: Dama da Ordem da Família Real do Rei Cristiano IX
- Dinamarca: Dama da Ordem da Família Real do Rei Frederico VIII
- Dinamarca: Dama da Ordem da Família Real do Rei Cristiano X

#### Ordens estrangeiras
Islândia: Grã Cruz da Ordem do Falcão
Família imperial da Rússia: Dama da Ordem Imperial de Santa Catarina
Família real espanhola: Dama da Ordem Real da Rainha Maria Luisa
Suécia: Membro da Ordem Real do Serafim
Suécia: Medalha do 70º aniversário do Rei Gustavo V
Suécia: Medalha do 90º aniversário do Rei Gustavo V